# Cassida bergeali
Cassida bergeali  (лат.) — жук подсемейства щитовок из семейства листоедов.

## Описание
Жук рыжего и бурого цвета, по центру спинки на надкрыльях, на протяжении от самого основания до самого конца надкрылий, имеются 5 почти слитных и не чётких пятна. В длину достигает от 5 до 7 мм. Самец значительней меньше самки (половой диморфизм), также самка имеет чуть более тёмный окрас.

## Распространение
Встречается в Австрии, Чехии, Франции, Германии, Польше и Словакии.

## Экология и местообитания
Кормовые растения астровые (Asteraceae), а именно василёк луговой (Centaurea jacea).